# Complexo de Conservação da Amazônia Central
O Complexo de Conservação da Amazônia Central é formado pela área contígua de proteção do Parque Nacional do Jaú, da Reserva de Desenvolvimento Sustentável Mamirauá, da Reserva de Desenvolvimento Sustentável Amanã e do Parque Nacional de Anavilhanas. Criado em 2000, com 57 mil km², a área faz parte da Lista de Patrimônio Mundial pela Unesco.